# Lâu đài tại Kamenice nad Lipou

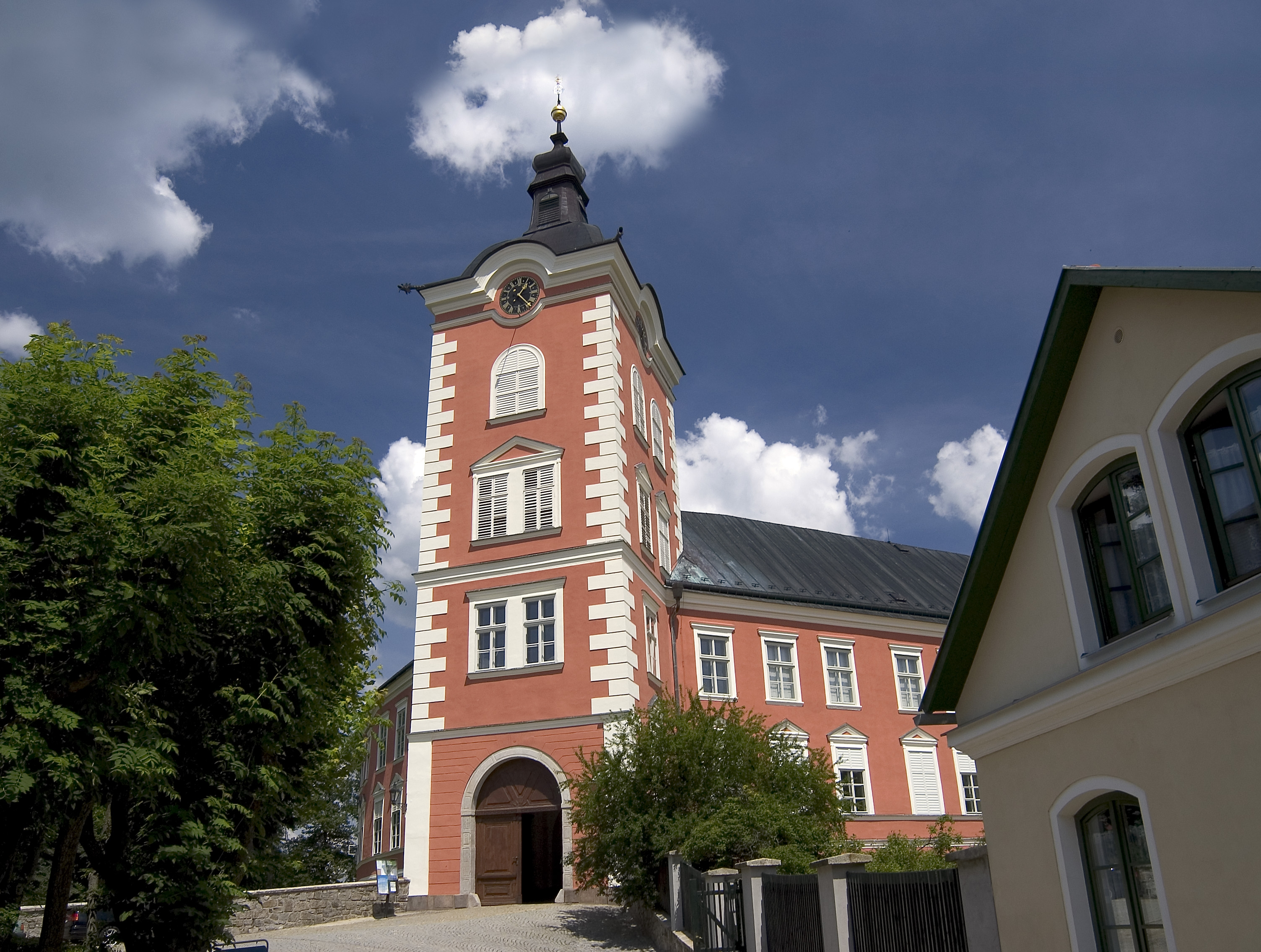
Lâu đài tại Kamenice nad Lipou

Lâu đài tại Kamenice nad Lipou tọa lạc trong một thị trấn thuộc khu vực tây bắc của cao nguyên Bohemia-Moravia, cách Jindřichův Hradec (thuộc huyện Pelhřimov) khoảng 20 km về phía bắc. Lâu đài mang phong cách kiến trúc Tân cổ điển thời kì đầu thế kỷ 19.
Năm 1580–1583, lâu đài cũ thế kỷ 13 đã được xây dựng theo phong cách Phục hưng nổi bật với khu vườn và sân trong. Bao quanh lâu đài là khu vườn cảnh kiểu Anh với cây bồ đề ước tính khoảng 700–800 năm tuổi. Kamenice nad Lipou - tên của lâu đài cũng chính là tên của cây cổ thụ này. Từ năm 1998 lâu đài thuộc quyền quản lý của Bảo tàng Nghệ thuật Trang trí ở Praha (UPM). Sau quá trình trùng tu và mở rộng được thực hiện trong giai đoạn năm 1998 đến năm 2004, bộ sưu tập có giá trị được trưng bày ở tầng đầu tiên, cũng là nơi Bảo tàng cũng tổ chức các cuộc triển lãm ngắn hạn. Phía nam của lâu đài là Phòng nghi lễ và khu vực trưng bày tác phẩm triển lãm do bảo tàng thành phố quản lý. Hầm và Hội trường Gothic cũng mở cửa chào đón du khách thăm quan.

## Triển lãm thường trực
Nhiều tác phẩm có nguyên liệu là sắt rèn như lưới, rương, chìa khóa, ổ khóa, bộ gõ và các đồ kim loại trang trí và kiến trúc khác có niên đại từ thời Gothic đến đầu thế kỷ 20.
Đồ chơi cho trẻ em từ những năm cuối thế kỷ 19 và 20  (thuộc Bộ sưu tập của František Kyncl).
Bảo tàng cảm giác: cuộc triển lãm của Bảo tàng Thành phố ghi lại lịch sử 750 năm của thị trấn Kamenice nad Lipou.

## Triển lãm ngắn hạn
Để có thêm thông tin liên quan đến các cuộc triển lãm ngắn hạn, hãy truy cập trang web của Bảo tàng Nghệ thuật Trang trí tại Praha: www.upm.cz